# Diana Holding
Diana Holding est une holding marocaine englobant plusieurs entreprises dans le domaine de l'agriculture et de l'alimentation. Fondé par Brahim Zniber en 1986 , le groupe devient un des leaders du secteur agro-industriel du Royaume, employant près de 6 000 salariés.
Le Groupe est notamment présent dans la viticulture (Les Celliers de Meknès, Vignes de Zenata, Domaines Viticoles du Sais, Thalvin), l'oléiculture (L'huile d'olive CaracTerre), l'alcool (Evertec, Belvédère), l'élevage (Société Nouvelle de Volaille, SES Warren) ou l'embouteillage de boissons (Atlas Bottling Company)
Diana Holding est dirigé depuis avril 2014 par Rita Zniber, épouse du fondateur.

## Historique
En 1964, Brahim Zniber fonde les Celliers de Meknès, devenu un acteur majeur du vin au Maroc, exploitant près de 9 000 hectares de surfaces agricoles.
Nommé d'après l'une de ses filles, Diana Holding est créé en 1986 par Brahim Zniber pour regrouper toutes ses sociétés au sein d'une holding unique.
Diana Holding est dirigé depuis avril 2014 par Rita Maria Zniber, l'épouse du fondateur.
En 2014, Diana holding devient l'actionnaire de référence de Marie Brizard Wine & Spirits (anciennement Belvédère) avec près de 13,14 % des parts,.
Le 30 septembre 2016, Brahim Zniber, qui s'était mis en retrait de la holding deux ans plus tôt en raison de problèmes de santé, décède à Meknès,.
En 2017, Diana Holding contracte un emprunt de 35 millions d'euros auprès de la Banque mondiale d'investissement (BEI). Cette même année, une polémique éclate car le groupe est soupçonné de délit d'initiés lors de la transaction concernant Marie Brizard Wine & Spirits,. Rita Zniber (PDG du groupe) siège alors au conseil d'administration de Marie Brizard Wine & Spirits (MBWS). Cette affaire est amenée devant la justice française.
En 2018, Fipar-Holding (CDG) entre dans le capital de « Les Domaines Zniber » à hauteur de 22,6 %.
En 2019, la direction annonce sa nouvelle stratégie et sa volonté d'investir dans l’agriculture et l’agro-alimentaire.
En février 2022, Diana Holding se prépare à réaligner ses activités avec pour projet des cessions de certaines branches et des expansions, notamment dans les domaines de l'agriculture en Afrique.
En novembre 2022, Diana Holding cède ses activités d'embouteillage à Equatorial Coca-Cola Bottling Company (ECCBC) pour un montant total évalué à 1,7 milliard DH.
En septembre 2024, le magazine Jeune Afrique annonce que Rita Zniber procède à une recomposition du conseil d'administration de Diana Holding dans le but de réussir son ouverture à de nouveaux capitaux.

## Activités
Diana Holding est une société holding opérationnelle, pilotant l'ensemble des sociétés agricoles et industrielles de la famille Brahim Zniber.

## Filiales
- Atlas Bottling company
- Ebertec
- IFA Conseil
- Bio-Compost
- Les Domaines Zniber
- Maassera
- Pépinière Zniber
- Société Nouvelle de Volaille
- Société d'exploitation de la souche Warren au Maroc (SES Warren)
- Thalvin
- Magic Park
- Les Celliers de Meknès
- Atlantic Sardines Anchovies Tan-Tan
- Alternative Systeme
- Bouchons Preformes
- Découvertes et Loisirs
- Domaine Toulal
- Domaine Livia
- Domaine Namir
- Domaine Tala
- Domaine Kafhali
- Domaine viticole de Sais
- Gaiatech
- Vignes de Zenata
- MR Renouvo
- Paltex
- Riad de la Clementine
- Firco
- ABCDIS

## Participations
- Marie Brizard Wine & Spirits (14 % du capital)
- Domaines kafhali fassi fihri (15 % du capital)

## Identité visuelle

Logo de Diana Holding de 1986 à 2022.

Logo de Diana Holding depuis 2022.

Logo de Diana Holding